# Constantino Marochi
Constantino Marochi (Campo Largo, 17 de julho de 1921 - Vic Santine, 21 de setembro de 1944) foi um militar do Exército Brasileiro. Participou da Força Expedicionária Brasileira (FEB).
Marochi foi o primeiro soldado brasileiro a morrer em terras italianas, sendo atingido por estilhaços de um morteiro na localidade de Vic Santine.
Recebeu as condecorações militares, como as medalhas: de Campanha, Sangue do Brasil e de Combate de 2.ª classe e em sua homenagem, a cidade de Curitiba batizou uma de suas vias com o seu nome, além, da homenagem da secretária de educação do Paraná que renomeou o Ginásio Estadual de Santa Cruz de Monte Castelo para Colégio Estadual Soldado Constantino Marochi no ano de 1975.